# Kaasplankje

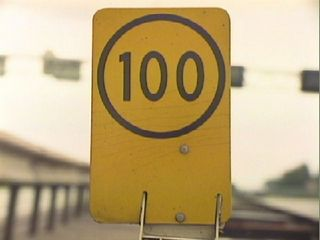
Een kaasplankje

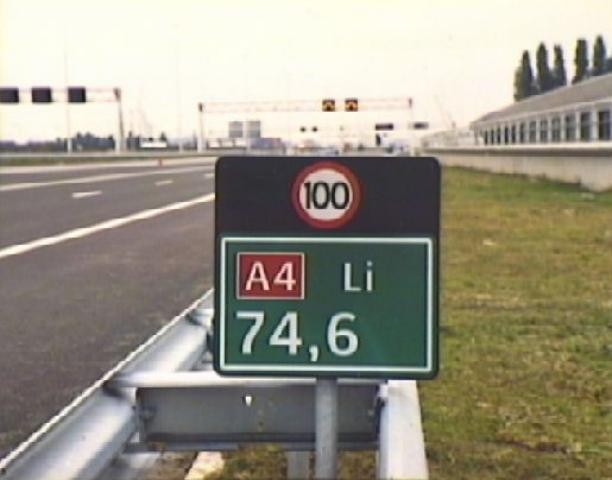
Hectometerbordje met maximale snelheid

Het kaasplankje of 100 km-bordje werd tussen 1988 en 2000 in Nederland gebruikt om aan te geven dat op een autosnelwegvak een maximumsnelheid van 100 kilometer per uur geldt, in plaats van de landelijke maximumsnelheid, destijds 120 kilometer per uur. De bordjes zijn felgeel met in zwart het getal 100 erop. De bordjes waren geplaatst op de vangrail van de middenberm, dus aan de linkerkant van de rijbaan, waar ze goed zichtbaar waren voor het verkeer op de linker rijstrook. 
Het kaasplankje wordt schertsend ook Geeltje van Neeltje genoemd omdat de bordjes in de jaren 80 werden ingevoerd, toen Neelie Smit-Kroes minister van Verkeer en Waterstaat was. 
In 2000 heeft Tineke Netelenbos, toen minister van Verkeer en Waterstaat, besloten de gele 100-kilometer bordjes door een nieuw bord te vervangen, dat met de hectometerpaaltjes wordt geïntegreerd. Rijkswaterstaat heeft sindsdien langs alle rijkswegen de hectometerpaaltjes door exemplaren met 100- of 80-kilometerborden vervangen en de oude gele bordjes verwijderd. Bij 3 rijstroken of meer worden de bordjes ook aan de linkerzijde van de snelweg geplaatst, meestal aan of op de vangrail.
De hectometerbordjes met snelheidsaanduiding zijn niet voorbehouden aan snelwegen: ook op N-wegen worden ze steeds meer toegepast, ook met lagere maximumsnelheden dan 100 kilometer per uur.